# Gran Premio Hipódromo Chile
Gran Premio Hipódromo Chile é  a prova mais importante dos hipódromos chilenos ao lado das provas da Tríplice Coroa.
É destinada a thoroughbreds de tres anos e mais idade  disputado no Hipódromo Chile em galope plano mo percurso de 2200 meia em pista de areia . O dia : sabado no inicio de  maio.